# Ivo Nesrovnal
Ivo Nesrovnal (* 19. květen 1964, Bratislava) je slovenský advokát, politik, zastupitel města Bratislavy i Bratislavského samosprávného kraje. V letech 2014–2018 byl bratislavským primátorem.
Vystudoval Právnickou fakultu Univerzity Komenského v Bratislavě, kterou úspěšně dokončil v roce 1986 obhajobou diplomové práce na téma: Ochrana práv občanů v občanském soudním řízení. Později studoval na několika zahraničních univerzitách. V devadesátých letech pracoval v kanceláři prezidenta Václava Havla v Praze jako právník. Před vstupem do politiky třináct let spoluřídil pobočku renomované mezinárodní advokátní kanceláře Gleiss Lutz Rechtsanwälte pro Česko a Slovensko. Je členem Slovenské a České advokátní komory.

## Vzdělání
- 1986 – Univerzita Komenského v Bratislave, Právnická fakulta
- 1990 – Yeshiva University of New York, Cardozo Law School v Maďarsku.
- 1991 – L'Université Robert-Schuman de Strasbourg, Fakulta de Droit Compare ve Francii.
- 1991 – Universität Hamburg, Fakultät für Rechtswissenschaft v Německu.
- 1992 – George Washington University, National Law Center, LL.M., Washington DC v USA.

## Kariéra
Profesionální dráhu začal ve Slovenské akademii věd. Jako interní aspirant se věnoval právu ochrany životního prostředí. Ochrana životního prostředí byla i tématem semináře, který vedl na Přírodovědecké fakultě Univerzity Komenského.
V devadesátých letech pracoval v kanceláři prezidenta Václava Havla v Praze jako právník se zaměřením na ochranu lidských práv.
Před vstupem do politiky spoluvedl třináct let (1992 - 2005) pobočku renomované mezinárodní advokátní kanceláře Gleiss Lutz Rechtsanwälte pro Česko a Slovensko, která se specializuje na mezinárodní transakce, převzetí, fúze a akvizice, právo Evropské unie, ochranu hospodářské soutěže, bankovnictví, cenné papíry, nemovitosti, projekty na "zelené louce" a duševní vlastnictví.

## Komunální politika
Od roku 2009 působí jako zastupitel Bratislavy, jako zastupitel Bratislavského samosprávného kraje a paralelně jako jeho místopředseda.
Je předsedou komise finanční strategie a pro nakládání s majetkem města a předsedou předsednictva předsedů zastupitelských klubů při městském zastupitelstvu Bratislavy.
Je předsedou Krajské organizace cestovního ruchu v rámci Bratislavského samosprávného kraje.

## Publikace
- Nesrovnal, I.: Správa o Európskej regionálnej prípravnej schôdzi pre 8. kongres OSN o prevencii kriminality a zaobchádzaní s páchateľmi. Helsinki, 24.–28. 4. 1989. In: Právny obzor, 1989,72,č.9,s.840 – 841.
- Nesrovnal, Ivo: Niektoré otázky ochrany životného prostredia prostriedkami trestného práva. Právny obzor, 72, 1989, č. 4, s. 337 – 345.
- Nesrovnal, I.: Správa o medzinárodnej konferencii o trestnom práve a ochrane životného prostredia, Hamburg, 14. – 17. 9. 1989. In: Právny obzor, 1990, 73, č.1, s. 83 – 84.
- Nesrovnal, Ivo: Systém trestného práva vo Fínsku (súdnictvo). Právny obzor, 73, 1990, č. 2, s. 162 – 166.
- Nesrovnal, Ivo: Spoločenské vzťahy starostlivosti o životné prostredie ako objekt trestnoprávnej ochrany. Právny obzor, 73, 1990, č. 3, s. 226 – 237.
- Nesrovnal, I.: Trhová ekonomika a trestné právo (Market economy and criminal Law). In: Zborník zo sympózia čs. a švédskych právnikov, november 1990, Právnická fakulta Univerzity v Lunde, Švédsko.
- Novellierung des Konkurs-und Vergleichgesetzes, in Wirtschaft und Recht in Osteuropa,C.H.Beck Verlag, 1996
- The Czech securities market: 10 years on from the Velvet Revolution, in The International Investment Review, A Euromoney Institutional Investor Publication, 2000*
- Legal Privatisation Issues, in International Privatiasation Review, A Euromoney Institutional Investor Publication 2000
- Doing Business and Understanding Regulation, in Doing Business 2004, The World Bank, 2004